# 死牛崇拜
死牛崇拜（英语：Cult of the Dead Cow；简称：cDc），1984年成立于德克萨斯州拉伯克，是一个电脑黑客组织，具有相对悠久的历史和较高的知名度。

## 歷史
1996年，死牛崇拜的成员 Omega 提出了“黑客行动主义”
的概念。此后，死牛崇拜的“黑客行动主义者”们在国际互联网上发动了一系列活动，現在是活躍在暗网中。

## 黑客主義
黑客主義是一種進行一些技術性研究和討論等行为，而不是為了金錢等惡意破壞。黑客主義令出現了維基解密和自由網等。

## 主要活动
| _ _ ((___)) [ x x ] \ / (' ') (U) |
| cDc 的 ASCII 图案牛头标志         |

### 香港金髮女
1990年代晚期，cDc據信與中國持不同政見者組織香港金髮女（The Hong Kong Blondes）工作。香港金髮女的目標是突破中國的網路限制，讓其公民能造訪外網。

### 反對電腦空間戰争
1999年1月7日，cDc參加一場反對中國與伊朗進行電腦空間戰爭的網路聯盟。

### 审判米洛舍维奇
在2002年的前南斯拉夫問題國際刑事法庭中，斯洛波丹·米洛塞維奇向 Patrick Ball 提問時， 他問Ball跟cDc之間的關係。在2001年的DEF CON 9上Ball曾發表談話，並且是cDc贊助的駭客行動主義小組的其中一個成員。

### 抵制谷歌（Google)
当得知谷歌与中国政府合作，配合其互联网审查制度，对谷歌中国的搜索功能做审查与过滤后，死牛崇拜于2006年发动了“Goolag”运动（此名字是对前苏联集中营“古拉格”的戏仿）。
该运动主要用一个恶搞型的谷歌标志来表达对于谷歌中国的不满：“Goolag：输出审查，一次一查”。同时 cDc 也鼓励读者贩卖T恤等商品并将所得捐赠于中国人权组织。
2006年2月14日，自由西藏学生运动在印度的一次抗议谷歌的集会也使用了 Goolag 的标志。cDc 此后发布了一份公告，宣称微软，雅虎，谷歌与思科是助虐中国政府网络审查的四人帮。

## 参与的作品
- BO2000 (Back Orifice 2000)
- Torpark